# 沼田エフエム放送

テラス沼田建設中の臨時スタジオ

沼田エフエム放送株式会社（ぬまたエフエムほうそう）は、群馬県沼田市の一部地域を放送区域として超短波放送（FM放送）を営む特定地上基幹放送事業者である。
FM OZEの愛称でコミュニティ放送を行っている。

## 概要
1997年（平成9年）開局。 「いっしょに、ねっ。」をキャッチフレーズとする住民参加型及び地域密着型のコミュニティ放送局をコンセプトに、24時間放送を行っている。なお早朝・深夜帯はミュージックバードの番組を放送している。
本社・スタジオは、沼田市役所が所在するテラス沼田に設置。市役所移転前のショッピングセンターグリーンベル21時代も同地にあり、市役所移設工事中は同駐車場棟に仮移転していた。2006年（平成18年）に利根町中継局が開局している。可聴範囲は、沼田市、みなかみ町、川場村、昭和村、片品村など。愛称の由来となった尾瀬は範囲外である。
沼田市がドイツ・バイエルン州のフュッセン市と姉妹都市を締結している縁で、同市のオストアルゴイ放送局（Radio Ostallgäu、現・Das neue RSA Radio）と1998年に姉妹放送局の協定を結んだ。

## 沿革
- 1996年（平成8年）6月14日 - 沼田エフエム放送株式会社を設立。
- 1997年（平成9年）
  - 10月22日 - 放送局（現・特定地上基幹放送局）の予備免許取得。
  - 10月31日 - 放送局の免許取得。
  - 11月1日 - 開局。
- 2000年（平成12年）10月15日 - オストアルゴイ放送局と姉妹放送局協定締結
- 2006年（平成18年）11月23日 - 利根町中継局が開局
- 2016年（平成28年）2月1日 - インターネットサイマルラジオを開始[6]
- 2017年（平成29年） - 開局20周年に合わせ、局キャラクター瑞葉翔子[7]がデビュー。イラストレーターはさかい蔵人（高山村在住）。

## タイムテーブル
2024年10月現在。太字は自社制作番組。（C）は、コミュニティFM制作番組。（N）は自社制作番組のネット番組。
なお、自社制作番組の一部は局ホームページにて音声配信を行っている。
| 時 | 月曜日 | 火曜日 | 水曜日 | 木曜日 | 金曜日 | 土曜日                                                                             | 日曜日                                                               |
| -- | --- | --- | --- | --- | --- | ---------------------------------------------------------------------------------- | -------------------------------------------------------------------- |
| 5  | 5:00 Morning Stream (邦楽1970～1980年代) | 5:00 Morning Stream (邦楽1970～1980年代) | 5:00 Morning Stream (邦楽1970～1980年代) | 5:00 Morning Stream (邦楽1970～1980年代) | 5:00 Morning Stream (邦楽1970～1980年代) | 5:00 森雅紀の目覚ましラジオ                                                        | 5:00 杉田裕の Here Comes The Sun                                     |
| 5  | 5:00 Morning Stream (邦楽1970～1980年代) | 5:00 Morning Stream (邦楽1970～1980年代) | 5:00 Morning Stream (邦楽1970～1980年代) | 5:00 Morning Stream (邦楽1970～1980年代) | 5:00 Morning Stream (邦楽1970～1980年代) | 5:00 森雅紀の目覚ましラジオ                                                        | 5:25 （C）みすゞさんと 明るいほうへ 〈しゅうなんFM〉                 |
| 5  | 5:00 Morning Stream (邦楽1970～1980年代) | 5:00 Morning Stream (邦楽1970～1980年代) | 5:00 Morning Stream (邦楽1970～1980年代) | 5:00 Morning Stream (邦楽1970～1980年代) | 5:00 Morning Stream (邦楽1970～1980年代) | 5:55 Weekly Recom                                                                  |                                                                      |
| 6  | 6:00 週間メディア通信 | 6:00 ジャズSPタイム | 6:00 スター名曲選 | 6:00 洋楽 '60s '70s | 6:00 今どき!歌謡曲 | 6:00 Radio KZOO in honolulu “Hawaiian Breeze”                                      | 6:00（C）経営軍師 岡漱一郎の 絶対負けない社長の法則 〈FMはつかいち〉 |
| 6  | 6:00 週間メディア通信 | 6:00 ジャズSPタイム | 6:00 スター名曲選 | 6:00 洋楽 '60s '70s | 6:00 今どき!歌謡曲 | 6:55 防災インフォメーション                                                        |                                                                      |
| 7  | 7:00 おはようラジオ765 ▽7:15 一隅を照らす（金） ▽7:20 ワンポイント英会話 ▽7:30 こまつや特売情報（水） ▽7:45 今日のお話 ▽8:00 沼田シティインフォメーション ▽8:30 漢方と食養生（水） | 7:00 おはようラジオ765 ▽7:15 一隅を照らす（金） ▽7:20 ワンポイント英会話 ▽7:30 こまつや特売情報（水） ▽7:45 今日のお話 ▽8:00 沼田シティインフォメーション ▽8:30 漢方と食養生（水） | 7:00 おはようラジオ765 ▽7:15 一隅を照らす（金） ▽7:20 ワンポイント英会話 ▽7:30 こまつや特売情報（水） ▽7:45 今日のお話 ▽8:00 沼田シティインフォメーション ▽8:30 漢方と食養生（水） | 7:00 おはようラジオ765 ▽7:15 一隅を照らす（金） ▽7:20 ワンポイント英会話 ▽7:30 こまつや特売情報（水） ▽7:45 今日のお話 ▽8:00 沼田シティインフォメーション ▽8:30 漢方と食養生（水） | 7:00 おはようラジオ765 ▽7:15 一隅を照らす（金） ▽7:20 ワンポイント英会話 ▽7:30 こまつや特売情報（水） ▽7:45 今日のお話 ▽8:00 沼田シティインフォメーション ▽8:30 漢方と食養生（水） | 7:00 おはようサタデー                                                              | 7:00 おはようサンデー                                                |
| 7  | 7:00 おはようラジオ765 ▽7:15 一隅を照らす（金） ▽7:20 ワンポイント英会話 ▽7:30 こまつや特売情報（水） ▽7:45 今日のお話 ▽8:00 沼田シティインフォメーション ▽8:30 漢方と食養生（水） | 7:00 おはようラジオ765 ▽7:15 一隅を照らす（金） ▽7:20 ワンポイント英会話 ▽7:30 こまつや特売情報（水） ▽7:45 今日のお話 ▽8:00 沼田シティインフォメーション ▽8:30 漢方と食養生（水） | 7:00 おはようラジオ765 ▽7:15 一隅を照らす（金） ▽7:20 ワンポイント英会話 ▽7:30 こまつや特売情報（水） ▽7:45 今日のお話 ▽8:00 沼田シティインフォメーション ▽8:30 漢方と食養生（水） | 7:00 おはようラジオ765 ▽7:15 一隅を照らす（金） ▽7:20 ワンポイント英会話 ▽7:30 こまつや特売情報（水） ▽7:45 今日のお話 ▽8:00 沼田シティインフォメーション ▽8:30 漢方と食養生（水） | 7:00 おはようラジオ765 ▽7:15 一隅を照らす（金） ▽7:20 ワンポイント英会話 ▽7:30 こまつや特売情報（水） ▽7:45 今日のお話 ▽8:00 沼田シティインフォメーション ▽8:30 漢方と食養生（水） | 7:55 Weekly Recommend                                                              |                                                                      |
| 8  | 7:00 おはようラジオ765 ▽7:15 一隅を照らす（金） ▽7:20 ワンポイント英会話 ▽7:30 こまつや特売情報（水） ▽7:45 今日のお話 ▽8:00 沼田シティインフォメーション ▽8:30 漢方と食養生（水） | 7:00 おはようラジオ765 ▽7:15 一隅を照らす（金） ▽7:20 ワンポイント英会話 ▽7:30 こまつや特売情報（水） ▽7:45 今日のお話 ▽8:00 沼田シティインフォメーション ▽8:30 漢方と食養生（水） | 7:00 おはようラジオ765 ▽7:15 一隅を照らす（金） ▽7:20 ワンポイント英会話 ▽7:30 こまつや特売情報（水） ▽7:45 今日のお話 ▽8:00 沼田シティインフォメーション ▽8:30 漢方と食養生（水） | 7:00 おはようラジオ765 ▽7:15 一隅を照らす（金） ▽7:20 ワンポイント英会話 ▽7:30 こまつや特売情報（水） ▽7:45 今日のお話 ▽8:00 沼田シティインフォメーション ▽8:30 漢方と食養生（水） | 7:00 おはようラジオ765 ▽7:15 一隅を照らす（金） ▽7:20 ワンポイント英会話 ▽7:30 こまつや特売情報（水） ▽7:45 今日のお話 ▽8:00 沼田シティインフォメーション ▽8:30 漢方と食養生（水） | 8:00 おはようサタデー                                                              | 8:00 おはようサンデー                                                |
| 8  | 7:00 おはようラジオ765 ▽7:15 一隅を照らす（金） ▽7:20 ワンポイント英会話 ▽7:30 こまつや特売情報（水） ▽7:45 今日のお話 ▽8:00 沼田シティインフォメーション ▽8:30 漢方と食養生（水） | 7:00 おはようラジオ765 ▽7:15 一隅を照らす（金） ▽7:20 ワンポイント英会話 ▽7:30 こまつや特売情報（水） ▽7:45 今日のお話 ▽8:00 沼田シティインフォメーション ▽8:30 漢方と食養生（水） | 7:00 おはようラジオ765 ▽7:15 一隅を照らす（金） ▽7:20 ワンポイント英会話 ▽7:30 こまつや特売情報（水） ▽7:45 今日のお話 ▽8:00 沼田シティインフォメーション ▽8:30 漢方と食養生（水） | 7:00 おはようラジオ765 ▽7:15 一隅を照らす（金） ▽7:20 ワンポイント英会話 ▽7:30 こまつや特売情報（水） ▽7:45 今日のお話 ▽8:00 沼田シティインフォメーション ▽8:30 漢方と食養生（水） | 7:00 おはようラジオ765 ▽7:15 一隅を照らす（金） ▽7:20 ワンポイント英会話 ▽7:30 こまつや特売情報（水） ▽7:45 今日のお話 ▽8:00 沼田シティインフォメーション ▽8:30 漢方と食養生（水） | 8:55 Weekly Recommend                                                              |                                                                      |
| 9  | 9:00 週間メディア通信 | 9:00 ジャズSPタイム | 9:00 スター名曲選 | 9:00 洋楽 '60s '70s | 9:00 今どき!歌謡曲 | 9:00 クラシック散歩道（日曜は再放送）                                              | 9:00 クラシック散歩道（日曜は再放送）                                |
| 9  | 9:00 週間メディア通信 | 9:00 ジャズSPタイム | 9:00 スター名曲選 | 9:00 洋楽 '60s '70s | 9:00 今どき!歌謡曲 | 9:50 とれたて情報昭和村                                                            |                                                                      |
| 10 | 10:00 リメンバー・ミュージック （邦楽70～80年代） | 10:00 リメンバー・ミュージック （邦楽70～80年代） | 10:00 リメンバー・ミュージック （邦楽70～80年代） | 10:00 リメンバー・ミュージック （邦楽70～80年代） | 10:00 リメンバー・ミュージック （邦楽70～80年代） | 10:00 沼田シティインフォメーション                                                 | 10:00 沼田シティインフォメーション                                   |
| 10 | 10:00 リメンバー・ミュージック （邦楽70～80年代） | 10:00 リメンバー・ミュージック （邦楽70～80年代） | 10:00 リメンバー・ミュージック （邦楽70～80年代） | 10:00 リメンバー・ミュージック （邦楽70～80年代） | 10:00 リメンバー・ミュージック （邦楽70～80年代） | 10:10 川場農村ライフ情報 （第1・3週）                                              | 10:10 グッ★モニ                                                      |
| 10 | 10:00 リメンバー・ミュージック （邦楽70～80年代） | 10:00 リメンバー・ミュージック （邦楽70～80年代） | 10:00 リメンバー・ミュージック （邦楽70～80年代） | 10:00 リメンバー・ミュージック （邦楽70～80年代） | 10:00 リメンバー・ミュージック （邦楽70～80年代） | 10:16 WORLD HITS!〈洋楽〉                                                          | 25 快適生活ラジオショッピング                                        |
| 10 | 10:55 防災インフォメーション | | | | |                                                                                    |                                                                      |
| 11 | 11:00 （C）かずさクラシックホール 〈かずさFM〉 | 11:00 （C）岡漱一郎の 絶対負けない社長の法則 〈FMとおかまち〉 | 11:00 リメンバー・ミュージック （1980年代洋楽） | 11:00 Sound Oasis | 11:00 ROOM765（再） | 11:00 まり&よしみの プレジャーアイランド                                           | 11:00 ロコラバ -LoCo Lovers- 12:40 本屋さんへ行こう!                 |
| 11 | 11:00 （C）かずさクラシックホール 〈かずさFM〉 | 11:00 （C）岡漱一郎の 絶対負けない社長の法則 〈FMとおかまち〉 | 11:30 巡回パトロールラジオ | 11:00 Sound Oasis | 11:30 リメンバー・ミュージック （洋楽80年代） | 11:00 まり&よしみの プレジャーアイランド                                           | 11:00 ロコラバ -LoCo Lovers- 12:40 本屋さんへ行こう!                 |
| 12 | 12:00 朝志のEラヂオ ▽12:05（第1・3週）昭和村緊急告知FMラジオ訓練（第2週）沼田Jアラート訓練（第4・5週）防災ラジオ ▽12:30（月）行こうよ沼田（水）住宅情報（木）カーライフインフォメーション（金）利根沼田のむかーし むかーし | 12:00 朝志のEラヂオ ▽12:05（第1・3週）昭和村緊急告知FMラジオ訓練（第2週）沼田Jアラート訓練（第4・5週）防災ラジオ ▽12:30（月）行こうよ沼田（水）住宅情報（木）カーライフインフォメーション（金）利根沼田のむかーし むかーし | 12:00 朝志のEラヂオ ▽12:05（第1・3週）昭和村緊急告知FMラジオ訓練（第2週）沼田Jアラート訓練（第4・5週）防災ラジオ ▽12:30（月）行こうよ沼田（水）住宅情報（木）カーライフインフォメーション（金）利根沼田のむかーし むかーし | 12:00 朝志のEラヂオ ▽12:05（第1・3週）昭和村緊急告知FMラジオ訓練（第2週）沼田Jアラート訓練（第4・5週）防災ラジオ ▽12:30（月）行こうよ沼田（水）住宅情報（木）カーライフインフォメーション（金）利根沼田のむかーし むかーし | 12:00 朝志のEラヂオ ▽12:05（第1・3週）昭和村緊急告知FMラジオ訓練（第2週）沼田Jアラート訓練（第4・5週）防災ラジオ ▽12:30（月）行こうよ沼田（水）住宅情報（木）カーライフインフォメーション（金）利根沼田のむかーし むかーし | 12:00 WHB radio show!                                                              | 12:55 防災インフォメーション                                         |
| 12 | 12:00 朝志のEラヂオ ▽12:05（第1・3週）昭和村緊急告知FMラジオ訓練（第2週）沼田Jアラート訓練（第4・5週）防災ラジオ ▽12:30（月）行こうよ沼田（水）住宅情報（木）カーライフインフォメーション（金）利根沼田のむかーし むかーし | 12:00 朝志のEラヂオ ▽12:05（第1・3週）昭和村緊急告知FMラジオ訓練（第2週）沼田Jアラート訓練（第4・5週）防災ラジオ ▽12:30（月）行こうよ沼田（水）住宅情報（木）カーライフインフォメーション（金）利根沼田のむかーし むかーし | 12:00 朝志のEラヂオ ▽12:05（第1・3週）昭和村緊急告知FMラジオ訓練（第2週）沼田Jアラート訓練（第4・5週）防災ラジオ ▽12:30（月）行こうよ沼田（水）住宅情報（木）カーライフインフォメーション（金）利根沼田のむかーし むかーし | 12:00 朝志のEラヂオ ▽12:05（第1・3週）昭和村緊急告知FMラジオ訓練（第2週）沼田Jアラート訓練（第4・5週）防災ラジオ ▽12:30（月）行こうよ沼田（水）住宅情報（木）カーライフインフォメーション（金）利根沼田のむかーし むかーし | 12:00 朝志のEラヂオ ▽12:05（第1・3週）昭和村緊急告知FMラジオ訓練（第2週）沼田Jアラート訓練（第4・5週）防災ラジオ ▽12:30（月）行こうよ沼田（水）住宅情報（木）カーライフインフォメーション（金）利根沼田のむかーし むかーし | 12:40 巡回パトロールラジオ （再放送）                                              | 12:55 防災インフォメーション                                         |
| 13 | 12:00 朝志のEラヂオ ▽12:05（第1・3週）昭和村緊急告知FMラジオ訓練（第2週）沼田Jアラート訓練（第4・5週）防災ラジオ ▽12:30（月）行こうよ沼田（水）住宅情報（木）カーライフインフォメーション（金）利根沼田のむかーし むかーし | 12:00 朝志のEラヂオ ▽12:05（第1・3週）昭和村緊急告知FMラジオ訓練（第2週）沼田Jアラート訓練（第4・5週）防災ラジオ ▽12:30（月）行こうよ沼田（水）住宅情報（木）カーライフインフォメーション（金）利根沼田のむかーし むかーし | 12:00 朝志のEラヂオ ▽12:05（第1・3週）昭和村緊急告知FMラジオ訓練（第2週）沼田Jアラート訓練（第4・5週）防災ラジオ ▽12:30（月）行こうよ沼田（水）住宅情報（木）カーライフインフォメーション（金）利根沼田のむかーし むかーし | 12:00 朝志のEラヂオ ▽12:05（第1・3週）昭和村緊急告知FMラジオ訓練（第2週）沼田Jアラート訓練（第4・5週）防災ラジオ ▽12:30（月）行こうよ沼田（水）住宅情報（木）カーライフインフォメーション（金）利根沼田のむかーし むかーし | 12:00 朝志のEラヂオ ▽12:05（第1・3週）昭和村緊急告知FMラジオ訓練（第2週）沼田Jアラート訓練（第4・5週）防災ラジオ ▽12:30（月）行こうよ沼田（水）住宅情報（木）カーライフインフォメーション（金）利根沼田のむかーし むかーし | 13:00 FM OZEお話宝箱 ～今週のゲスト～                                              | 13:00 駒テラスへようこそ                                             |
| 13 | 12:00 朝志のEラヂオ ▽12:05（第1・3週）昭和村緊急告知FMラジオ訓練（第2週）沼田Jアラート訓練（第4・5週）防災ラジオ ▽12:30（月）行こうよ沼田（水）住宅情報（木）カーライフインフォメーション（金）利根沼田のむかーし むかーし | 12:00 朝志のEラヂオ ▽12:05（第1・3週）昭和村緊急告知FMラジオ訓練（第2週）沼田Jアラート訓練（第4・5週）防災ラジオ ▽12:30（月）行こうよ沼田（水）住宅情報（木）カーライフインフォメーション（金）利根沼田のむかーし むかーし | 12:00 朝志のEラヂオ ▽12:05（第1・3週）昭和村緊急告知FMラジオ訓練（第2週）沼田Jアラート訓練（第4・5週）防災ラジオ ▽12:30（月）行こうよ沼田（水）住宅情報（木）カーライフインフォメーション（金）利根沼田のむかーし むかーし | 12:00 朝志のEラヂオ ▽12:05（第1・3週）昭和村緊急告知FMラジオ訓練（第2週）沼田Jアラート訓練（第4・5週）防災ラジオ ▽12:30（月）行こうよ沼田（水）住宅情報（木）カーライフインフォメーション（金）利根沼田のむかーし むかーし | 12:00 朝志のEラヂオ ▽12:05（第1・3週）昭和村緊急告知FMラジオ訓練（第2週）沼田Jアラート訓練（第4・5週）防災ラジオ ▽12:30（月）行こうよ沼田（水）住宅情報（木）カーライフインフォメーション（金）利根沼田のむかーし むかーし | 13:00 FM OZEお話宝箱 ～今週のゲスト～                                              | 13:55 Weekly Recommend                                               |
| 14 | 14:00 リメンバー・ミュージック （邦楽2000年代） | 14:00 ROOM765 | 14:00 リメンバー・ミュージック （邦楽2000年代） | 14:00 リメンバー・ミュージック （邦楽2000年代） | 14:00 ＠FRIDAY! | 14:00 沼田シティインフォメーション                                                 | 14:00 沼田シティインフォメーション                                   |
| 14 | 14:00 リメンバー・ミュージック （邦楽2000年代） | 14:00 ROOM765 | 14:00 リメンバー・ミュージック （邦楽2000年代） | 14:00 リメンバー・ミュージック （邦楽2000年代） | 14:00 ＠FRIDAY! | 14:10 K-POP                                                                        |                                                                      |
| 14 | 14:30 ふるさとを訪ねて | 14:30 昌平すみれのオープンラウンジ | 14:30 おはなしぼん | 14:30 郷土史の扉 | 14:00 ＠FRIDAY! | 14:30 故郷を訪ねて（再放送）                                                       | 14:30 郷土史の扉（再放送）                                           |
| 15 | 15:00 アフタヌーン・パラダイス | 15:00 アフタヌーン・パラダイス | 15:00 アフタヌーン・パラダイス | 15:00 アフタヌーン・パラダイス | 14:00 ＠FRIDAY! | 15:00 あの頃青春グラフィティ                                                       | 15:00 デジタル建設ジャーナル                                         |
| 15 | 15:00 アフタヌーン・パラダイス | 15:00 アフタヌーン・パラダイス | 15:00 アフタヌーン・パラダイス | 15:00 アフタヌーン・パラダイス | 14:00 ＠FRIDAY! | 15:55 Weekly Recommend                                                             |                                                                      |
| 16 | 15:00 アフタヌーン・パラダイス | 15:00 アフタヌーン・パラダイス | 15:00 アフタヌーン・パラダイス | 15:00 アフタヌーン・パラダイス | 14:00 ＠FRIDAY! | 16:00 SATURDAY SUPER LEGEND                                                        | 16:00 JP TOP20                                                       |
| 16 | 16:55 防災インフォメーション | 16:55 防災インフォメーション | 16:55 防災インフォメーション | 16:55 防災インフォメーション | 14:00 ＠FRIDAY! | 16:55 WeeklyRecommend                                                              | 16:55 WeeklyRecommend                                                |
| 17 | 17:00 Happy Evening ▽17:15（木）天気予報・LOVEフィッシング、（第1・3金曜）みなかみタウン ▽17:45（月）漢方と食養生（再放送）（火） 茶飯事 5・7・5 （水） 金剛院の寺子屋（木）（金）高校生ラジオ ▽18:00 沼田シティインフォメーション ▽18:10（月・火・金）ぐんまのてっぺん・地域情報ナビ ▽18:30（月）Happy Song（火・木）Happy Cafe（水）いせいがいいじゃねん!! みんなの食品アクセス（金） | 17:00 Happy Evening ▽17:15（木）天気予報・LOVEフィッシング、（第1・3金曜）みなかみタウン ▽17:45（月）漢方と食養生（再放送）（火） 茶飯事 5・7・5 （水） 金剛院の寺子屋（木）（金）高校生ラジオ ▽18:00 沼田シティインフォメーション ▽18:10（月・火・金）ぐんまのてっぺん・地域情報ナビ ▽18:30（月）Happy Song（火・木）Happy Cafe（水）いせいがいいじゃねん!! みんなの食品アクセス（金） | 17:00 Happy Evening ▽17:15（木）天気予報・LOVEフィッシング、（第1・3金曜）みなかみタウン ▽17:45（月）漢方と食養生（再放送）（火） 茶飯事 5・7・5 （水） 金剛院の寺子屋（木）（金）高校生ラジオ ▽18:00 沼田シティインフォメーション ▽18:10（月・火・金）ぐんまのてっぺん・地域情報ナビ ▽18:30（月）Happy Song（火・木）Happy Cafe（水）いせいがいいじゃねん!! みんなの食品アクセス（金） | 17:00 Happy Evening ▽17:15（木）天気予報・LOVEフィッシング、（第1・3金曜）みなかみタウン ▽17:45（月）漢方と食養生（再放送）（火） 茶飯事 5・7・5 （水） 金剛院の寺子屋（木）（金）高校生ラジオ ▽18:00 沼田シティインフォメーション ▽18:10（月・火・金）ぐんまのてっぺん・地域情報ナビ ▽18:30（月）Happy Song（火・木）Happy Cafe（水）いせいがいいじゃねん!! みんなの食品アクセス（金） | 17:00 Happy Evening ▽17:15（木）天気予報・LOVEフィッシング、（第1・3金曜）みなかみタウン ▽17:45（月）漢方と食養生（再放送）（火） 茶飯事 5・7・5 （水） 金剛院の寺子屋（木）（金）高校生ラジオ ▽18:00 沼田シティインフォメーション ▽18:10（月・火・金）ぐんまのてっぺん・地域情報ナビ ▽18:30（月）Happy Song（火・木）Happy Cafe（水）いせいがいいじゃねん!! みんなの食品アクセス（金） | 17:00 カモン!エブリバディ                                                          | 17:00 JP TOP 20                                                      |
| 17 | 17:00 Happy Evening ▽17:15（木）天気予報・LOVEフィッシング、（第1・3金曜）みなかみタウン ▽17:45（月）漢方と食養生（再放送）（火） 茶飯事 5・7・5 （水） 金剛院の寺子屋（木）（金）高校生ラジオ ▽18:00 沼田シティインフォメーション ▽18:10（月・火・金）ぐんまのてっぺん・地域情報ナビ ▽18:30（月）Happy Song（火・木）Happy Cafe（水）いせいがいいじゃねん!! みんなの食品アクセス（金） | 17:00 Happy Evening ▽17:15（木）天気予報・LOVEフィッシング、（第1・3金曜）みなかみタウン ▽17:45（月）漢方と食養生（再放送）（火） 茶飯事 5・7・5 （水） 金剛院の寺子屋（木）（金）高校生ラジオ ▽18:00 沼田シティインフォメーション ▽18:10（月・火・金）ぐんまのてっぺん・地域情報ナビ ▽18:30（月）Happy Song（火・木）Happy Cafe（水）いせいがいいじゃねん!! みんなの食品アクセス（金） | 17:00 Happy Evening ▽17:15（木）天気予報・LOVEフィッシング、（第1・3金曜）みなかみタウン ▽17:45（月）漢方と食養生（再放送）（火） 茶飯事 5・7・5 （水） 金剛院の寺子屋（木）（金）高校生ラジオ ▽18:00 沼田シティインフォメーション ▽18:10（月・火・金）ぐんまのてっぺん・地域情報ナビ ▽18:30（月）Happy Song（火・木）Happy Cafe（水）いせいがいいじゃねん!! みんなの食品アクセス（金） | 17:00 Happy Evening ▽17:15（木）天気予報・LOVEフィッシング、（第1・3金曜）みなかみタウン ▽17:45（月）漢方と食養生（再放送）（火） 茶飯事 5・7・5 （水） 金剛院の寺子屋（木）（金）高校生ラジオ ▽18:00 沼田シティインフォメーション ▽18:10（月・火・金）ぐんまのてっぺん・地域情報ナビ ▽18:30（月）Happy Song（火・木）Happy Cafe（水）いせいがいいじゃねん!! みんなの食品アクセス（金） | 17:00 Happy Evening ▽17:15（木）天気予報・LOVEフィッシング、（第1・3金曜）みなかみタウン ▽17:45（月）漢方と食養生（再放送）（火） 茶飯事 5・7・5 （水） 金剛院の寺子屋（木）（金）高校生ラジオ ▽18:00 沼田シティインフォメーション ▽18:10（月・火・金）ぐんまのてっぺん・地域情報ナビ ▽18:30（月）Happy Song（火・木）Happy Cafe（水）いせいがいいじゃねん!! みんなの食品アクセス（金） | 17:55 Weekly Recommend                                                             |                                                                      |
| 18 | 17:00 Happy Evening ▽17:15（木）天気予報・LOVEフィッシング、（第1・3金曜）みなかみタウン ▽17:45（月）漢方と食養生（再放送）（火） 茶飯事 5・7・5 （水） 金剛院の寺子屋（木）（金）高校生ラジオ ▽18:00 沼田シティインフォメーション ▽18:10（月・火・金）ぐんまのてっぺん・地域情報ナビ ▽18:30（月）Happy Song（火・木）Happy Cafe（水）いせいがいいじゃねん!! みんなの食品アクセス（金） | 17:00 Happy Evening ▽17:15（木）天気予報・LOVEフィッシング、（第1・3金曜）みなかみタウン ▽17:45（月）漢方と食養生（再放送）（火） 茶飯事 5・7・5 （水） 金剛院の寺子屋（木）（金）高校生ラジオ ▽18:00 沼田シティインフォメーション ▽18:10（月・火・金）ぐんまのてっぺん・地域情報ナビ ▽18:30（月）Happy Song（火・木）Happy Cafe（水）いせいがいいじゃねん!! みんなの食品アクセス（金） | 17:00 Happy Evening ▽17:15（木）天気予報・LOVEフィッシング、（第1・3金曜）みなかみタウン ▽17:45（月）漢方と食養生（再放送）（火） 茶飯事 5・7・5 （水） 金剛院の寺子屋（木）（金）高校生ラジオ ▽18:00 沼田シティインフォメーション ▽18:10（月・火・金）ぐんまのてっぺん・地域情報ナビ ▽18:30（月）Happy Song（火・木）Happy Cafe（水）いせいがいいじゃねん!! みんなの食品アクセス（金） | 17:00 Happy Evening ▽17:15（木）天気予報・LOVEフィッシング、（第1・3金曜）みなかみタウン ▽17:45（月）漢方と食養生（再放送）（火） 茶飯事 5・7・5 （水） 金剛院の寺子屋（木）（金）高校生ラジオ ▽18:00 沼田シティインフォメーション ▽18:10（月・火・金）ぐんまのてっぺん・地域情報ナビ ▽18:30（月）Happy Song（火・木）Happy Cafe（水）いせいがいいじゃねん!! みんなの食品アクセス（金） | 17:00 Happy Evening ▽17:15（木）天気予報・LOVEフィッシング、（第1・3金曜）みなかみタウン ▽17:45（月）漢方と食養生（再放送）（火） 茶飯事 5・7・5 （水） 金剛院の寺子屋（木）（金）高校生ラジオ ▽18:00 沼田シティインフォメーション ▽18:10（月・火・金）ぐんまのてっぺん・地域情報ナビ ▽18:30（月）Happy Song（火・木）Happy Cafe（水）いせいがいいじゃねん!! みんなの食品アクセス（金） | 18:00 尾坂局長とたーなー先生 の夢カナRADIO〜夢の途〜                               | 18:00 大石吾朗 Premium G                                             |
| 18 | 17:00 Happy Evening ▽17:15（木）天気予報・LOVEフィッシング、（第1・3金曜）みなかみタウン ▽17:45（月）漢方と食養生（再放送）（火） 茶飯事 5・7・5 （水） 金剛院の寺子屋（木）（金）高校生ラジオ ▽18:00 沼田シティインフォメーション ▽18:10（月・火・金）ぐんまのてっぺん・地域情報ナビ ▽18:30（月）Happy Song（火・木）Happy Cafe（水）いせいがいいじゃねん!! みんなの食品アクセス（金） | 17:00 Happy Evening ▽17:15（木）天気予報・LOVEフィッシング、（第1・3金曜）みなかみタウン ▽17:45（月）漢方と食養生（再放送）（火） 茶飯事 5・7・5 （水） 金剛院の寺子屋（木）（金）高校生ラジオ ▽18:00 沼田シティインフォメーション ▽18:10（月・火・金）ぐんまのてっぺん・地域情報ナビ ▽18:30（月）Happy Song（火・木）Happy Cafe（水）いせいがいいじゃねん!! みんなの食品アクセス（金） | 17:00 Happy Evening ▽17:15（木）天気予報・LOVEフィッシング、（第1・3金曜）みなかみタウン ▽17:45（月）漢方と食養生（再放送）（火） 茶飯事 5・7・5 （水） 金剛院の寺子屋（木）（金）高校生ラジオ ▽18:00 沼田シティインフォメーション ▽18:10（月・火・金）ぐんまのてっぺん・地域情報ナビ ▽18:30（月）Happy Song（火・木）Happy Cafe（水）いせいがいいじゃねん!! みんなの食品アクセス（金） | 17:00 Happy Evening ▽17:15（木）天気予報・LOVEフィッシング、（第1・3金曜）みなかみタウン ▽17:45（月）漢方と食養生（再放送）（火） 茶飯事 5・7・5 （水） 金剛院の寺子屋（木）（金）高校生ラジオ ▽18:00 沼田シティインフォメーション ▽18:10（月・火・金）ぐんまのてっぺん・地域情報ナビ ▽18:30（月）Happy Song（火・木）Happy Cafe（水）いせいがいいじゃねん!! みんなの食品アクセス（金） | 17:00 Happy Evening ▽17:15（木）天気予報・LOVEフィッシング、（第1・3金曜）みなかみタウン ▽17:45（月）漢方と食養生（再放送）（火） 茶飯事 5・7・5 （水） 金剛院の寺子屋（木）（金）高校生ラジオ ▽18:00 沼田シティインフォメーション ▽18:10（月・火・金）ぐんまのてっぺん・地域情報ナビ ▽18:30（月）Happy Song（火・木）Happy Cafe（水）いせいがいいじゃねん!! みんなの食品アクセス（金） | 18:30 井上昌己の precious moment                                                   | 18:00 大石吾朗 Premium G                                             |
| 18 | 17:00 Happy Evening ▽17:15（木）天気予報・LOVEフィッシング、（第1・3金曜）みなかみタウン ▽17:45（月）漢方と食養生（再放送）（火） 茶飯事 5・7・5 （水） 金剛院の寺子屋（木）（金）高校生ラジオ ▽18:00 沼田シティインフォメーション ▽18:10（月・火・金）ぐんまのてっぺん・地域情報ナビ ▽18:30（月）Happy Song（火・木）Happy Cafe（水）いせいがいいじゃねん!! みんなの食品アクセス（金） | 17:00 Happy Evening ▽17:15（木）天気予報・LOVEフィッシング、（第1・3金曜）みなかみタウン ▽17:45（月）漢方と食養生（再放送）（火） 茶飯事 5・7・5 （水） 金剛院の寺子屋（木）（金）高校生ラジオ ▽18:00 沼田シティインフォメーション ▽18:10（月・火・金）ぐんまのてっぺん・地域情報ナビ ▽18:30（月）Happy Song（火・木）Happy Cafe（水）いせいがいいじゃねん!! みんなの食品アクセス（金） | 17:00 Happy Evening ▽17:15（木）天気予報・LOVEフィッシング、（第1・3金曜）みなかみタウン ▽17:45（月）漢方と食養生（再放送）（火） 茶飯事 5・7・5 （水） 金剛院の寺子屋（木）（金）高校生ラジオ ▽18:00 沼田シティインフォメーション ▽18:10（月・火・金）ぐんまのてっぺん・地域情報ナビ ▽18:30（月）Happy Song（火・木）Happy Cafe（水）いせいがいいじゃねん!! みんなの食品アクセス（金） | 17:00 Happy Evening ▽17:15（木）天気予報・LOVEフィッシング、（第1・3金曜）みなかみタウン ▽17:45（月）漢方と食養生（再放送）（火） 茶飯事 5・7・5 （水） 金剛院の寺子屋（木）（金）高校生ラジオ ▽18:00 沼田シティインフォメーション ▽18:10（月・火・金）ぐんまのてっぺん・地域情報ナビ ▽18:30（月）Happy Song（火・木）Happy Cafe（水）いせいがいいじゃねん!! みんなの食品アクセス（金） | 17:00 Happy Evening ▽17:15（木）天気予報・LOVEフィッシング、（第1・3金曜）みなかみタウン ▽17:45（月）漢方と食養生（再放送）（火） 茶飯事 5・7・5 （水） 金剛院の寺子屋（木）（金）高校生ラジオ ▽18:00 沼田シティインフォメーション ▽18:10（月・火・金）ぐんまのてっぺん・地域情報ナビ ▽18:30（月）Happy Song（火・木）Happy Cafe（水）いせいがいいじゃねん!! みんなの食品アクセス（金） | 18:55 防災インフォメーション                                                       |                                                                      |
| 19 | 19:00 DAIKIの Inclusive Monday! 教科書では学べないこと | 19:00 ガウラジ | 19:00（N）勝手にオールスターズ | 19: 00 JP TOP20（再放送） | 19:00 BRAND NEW MIX | 19:00 大塚商会Presents Kazuo Yoshida’s BOSSAMANIA                                  | 19:00 冬月みぃなの キャッチソングメイカー （再放送）                 |
| 19 | 19:00 DAIKIの Inclusive Monday! 教科書では学べないこと | 19:00 ガウラジ | 19:30 おはなしぼん（再放送） | 19: 00 JP TOP20（再放送） | 19:30（C）スターダスト・レビュー の星になるまで 〈調布FM〉 | 19:55 Weekly Recommend                                                             | 19:30 BRAND NEW MIX                                                  |
| 20 | 20:00 （N）ぽちゃっとくらぶ | 19:00 ガウラジ | 20:00 まだ水曜?! Still Wednesday | 19: 00 JP TOP20（再放送） | 20:00 お台場 レインボーステーション | 20:00 （C） Good Day Tomorrow 〈FM太郎〉 20:30 冬月みぃなの キャッチソングメイカー | 20:00 PRESIDENT STATION                                              |
| 20 | 20:55 Weekly Recommend | 20:55 Weekly Recommend | 20:55 Weekly Recommend | 20:55 Weekly Recommend | 20:55 Weekly Recommend | 21:55 Weekly Recom mend                                                            | 21:55 Weekly Recom mend                                              |
| 21 | 21:00 大西貴文のTHE NITE | 21:00 大西貴文のTHE NITE | 21:00 大西貴文のTHE NITE | 21:00 大西貴文のTHE NITE | 21:00 大西貴文のTHE NITE | 21:00 association（再放送）                                                        | 21:00 ぽちゃっとくらぶ（再放送）                                     |
| 21 | 21:00 大西貴文のTHE NITE | 21:00 大西貴文のTHE NITE | 21:00 大西貴文のTHE NITE | 21:00 大西貴文のTHE NITE | 21:00 大西貴文のTHE NITE | 21:30（C） SPACE SHOWER RADIO 〈FMJAGA〉                                           | 21:00 ぽちゃっとくらぶ（再放送）                                     |
| 22 | 21:00 大西貴文のTHE NITE | 21:00 大西貴文のTHE NITE | 21:00 大西貴文のTHE NITE | 21:00 大西貴文のTHE NITE | 21:00 大西貴文のTHE NITE | 22:00 マニアック★チューンズ                                                        | 22:00 海蔵亮太のニューラジオ                                         |
| 23 | 21:00 大西貴文のTHE NITE | 21:00 大西貴文のTHE NITE | 21:00 大西貴文のTHE NITE | 21:00 大西貴文のTHE NITE | 21:00 大西貴文のTHE NITE | 23:00 PROTO 〜プロトタイプから オリジナルへ〜                                      | 23:00 勝手にオールスターズ （再放送）                                |
| 23 | 23:55 Weekly Recommend | 23:55 Weekly Recommend | 23:55 Weekly Recommend | 23:55 Weekly Recommend | 23:55 Weekly Recommend | 23:00 PROTO 〜プロトタイプから オリジナルへ〜                                      | 23:30 association                                                    |
| 0  | 0:00 K・Sスタジオ 0:30 （C） Beat in the Box ～ just the beginning ～ 〈FM世田谷〉 | 0:00（C） RADIO BOHEMIA 〈FMおだわら〉 | 0:00 （C） コウセイラジオ ～break through the wall～〈エフエムとよた〉 | 0:00 Echoes of Ishigaki | 0:00 湘南ベース | 0:00 あにそん☆SIDE                                                                 | 0:00 マニアック☆チューンズ                                           |
| 1  | 1:00（C）アニメ関門文化学園 〈カモンFM〉 | 1:00（C） マスコナオミの 怒ってはいけないラジオ 〈レディオ湘南〉 | 1:00（C） 花※花 Style 〈BANBANラジオ〉 | 1:00（C）めんそーれ読谷 〈FM読谷〉 | 1:00 ユメルのモナリザラウンジ | 1:00（C）本牧ヤグチ 〈マリンFM〉                                                   | 1:00 オープンラウンジ（再放送）                                      |
| 1  | 1:00（C）アニメ関門文化学園 〈カモンFM〉 | 1:30（C）徳島LSC 純夏のWaterside NOW! 〈FMびざん〉 | 1:30（C） 上地等の Walking Talking Radio 〈FMいしがきサンサンラジオ〉 | 1:00（C）めんそーれ読谷 〈FM読谷〉 | 1:00 ユメルのモナリザラウンジ | 1:00（C）本牧ヤグチ 〈マリンFM〉                                                   | 1:30 The Essence of Music                                            |
| 2  | 2:00（C）インディーズ・アロー 〈FM廿日市〉 | 2:00（C）しゃべんジャーズ 〈むさしのFM〉 | 2:00（C） 渡辺俊美のINTER PLAY 〈FM小田原〉 | 2:00（C）今夜もととのいたい! 〈MID-FM〉 | 2:00（C）アイパー滝沢 のホゥ!リーナイト・フィーバー 〈REDS WAVE〉 | 2:00（C） きいやま商店の かっぱち! 〈サンサンラジオ〉                              | 2:00 美加のNice ‘N’ Easyタイム                                       |
|    | 2:00（C）インディーズ・アロー 〈FM廿日市〉 | 2:30（C） きゅんです!サイエンス 〈ボイスキュー〉 | 2:00（C） 渡辺俊美のINTER PLAY 〈FM小田原〉 | 2:00（C）今夜もととのいたい! 〈MID-FM〉 | 2:00（C）アイパー滝沢 のホゥ!リーナイト・フィーバー 〈REDS WAVE〉 | 2:00（C） きいやま商店の かっぱち! 〈サンサンラジオ〉                              | 2:00 美加のNice ‘N’ Easyタイム                                       |
| 3  | 3:00 JAZZ VOCALの夜 | 3:00 JAZZ VOCALの夜 | 3:00 JAZZ VOCALの夜 | 3:00 JAZZ VOCALの夜 | 3:00 週間メディア通信 | 3:00 オールディーズ                                                                | 3:00 真夜中の訪問者                                                  |
| 4  | 4:00 slow life, slow music | 4:00 slow life, slow music | 4:00 slow life, slow music | 4:00 slow life, slow music | 4:00 slow life, slow music | 4:00 こころのうた                                                                  | 4:00 こころのうた                                                    |

## 事業
免許人の沼田エフエム放送株式会社は、放送以外にも各種の事業を展開している。
- 放送事業 - 利根沼田地域の情報を中心に交通情報、天気予報、地域イベント情報の他、地震情報、災害情報などを放送。
- メディア事業 - 各種書籍の出版をはじめ、プロモーションビデオの企画、制作、ウェブサイト作成、各種CD-ROMやDVDなどの企画、制作を行っている。

## 緊急告知FMラジオ
昭和村は2009年（平成21年）4月から、沼田市は2011年（平成23年）7月から、緊急告知FMラジオの運用を開始した。緊急告知FMラジオについては、昭和村では各世帯・事業所での一台目の購入には補助金を交付、沼田市では高齢者のみ・障がい者の世帯などと保育所、学校などに配布している。